# Музей Шолом-Алейхема (Київ)
Музей Шолом-Алейхема — музей, присвячений життю і творчості відомого українського єврейського письменника Шолом-Алейхема, твори якого перекладені 64 мовами світу. Більшу частину свого життя письменник прожив в Україні.

## Історія музею
Музей було відкрито 2 березня 2009 року з нагоди 150-річчя від народження митця в Києві на вул. Велика Васильківська, 5-А. На створення музею Київ витратив близько 2 мільйони гривень. Президент єврейської ради України Ілля Левітас заявив, що відкриттям музею письменника в Києві була завершена робота, розпочата ще в 1956 році, коли цю ініціативу влада не хотіла навіть обговорювати.

## Музейна експозиція
Основний експозиційний зал, як і планувалося, оповідає про біографію і творчість письменника за допомогою копій різних фотографій і документів, а також предметів побуту того часу.
Найціннішими експонатами музею, за словами співробітників, є єврейські предмети культу, передані Національним музеєм історії України. У цілому, в залі близько 500 експонатів. Крім того, в іншому залі відкрито експозицію картин київських художників, присвячених героям з творів письменника.